# 洛伦萨
洛伦萨，是西班牙加利西亚自治区卢戈省的一个市镇。 总面积63平方公里，总人口2776人（2001年），人口密度44人/平方公里。